# Mohrenkuckuck
Der Mohrenkuckuck oder Weißschnabelkuckuck (Centropus menbeki) gehört zur Ordnung der Kuckucksvögel (Cuculiformes) und zur Familie der Kuckucke (Cuculidae). 
Der Mohrenkuckuck kommt auf Neuguinea und angrenzenden kleinen Inseln vor und ist ein Standvogel. Wie viele Arten der Kuckucke ist er kein obligatorischer Brutschmarotzer und zieht seinen Nachwuchs selber groß. Es werden zwei Unterarten unterschieden.
Die Bestandssituation des Mohrenkuckucks wurde 2016 in der Roten Liste gefährdeter Arten der IUCN als „Least Concern (LC)“ = „nicht gefährdet“ eingestuft.

## Merkmale
Der Mohrenkuckuck erreicht eine Körperlänge von 60 bis 69 Zentimeter und zählt damit zu den großen Kuckucken. Auf den Schwanz entfallen beim Männchen fast 37 Zentimeter, bei den Weibchen rund 36 Zentimeter. Der Schnabel hat bei beiden Geschlechtern eine durchschnittliche Länge von 5 Zentimeter. Sie erreichen ein Gewicht von etwas mehr als 500 Gramm.
Es gibt abgesehen von den geringfügigen Größenunterschieden keinen Geschlechtsdimorphismus. Beide Geschlechter sind auf der Körperoberseite und vom Kinn bis zur Brust glänzend braunschwarz bis blaugrün. Der Bauch ist matt schwarzbraun. Der Schwanz ist breit und gestuft. 
Jungvögel sind matter gefärbt als die adulten Vögel. Auf dem Rücken weisen die Federn dunkelbraune Federspitzen auf. 
Die Iris ist rot, bei den Jungvögeln haben Männchen eine weiße bis hellgraue Iris, die Weibchen eine orange bis braune. Der Schnabel ist elfenbein- bis hornfarben. Die Schnabelbasis ist dunkel. 
Die Unterart Centropus menbeki aruensis (Salvadori, 1878), die nur auf den südlich von Neuguinea liegenden Aru-Inseln vorkommt, unterscheidet sich von der Nominatform nur durch einen blauvioletten Glanz der Körperoberseite. Der Schnabel ist außerdem stärker gekrümmt.

## Verwechselungsmöglichkeiten
Es gibt im Verbreitungsgebiet mehrere andere Kuckucke, mit denen der Mohrenkuckuck verwechselt werden kann. Der Purpurkuckuck, der auf Neubritannien und Neuirland vorkommt, ist größer. Sein Gefieder glänzt violett. Der Bernsteinkuckuck, der in West- und Zentralneuguinea vorkommt, ist ein drittel kleiner und hat einen dunkleren Schnabel. Der Fasanspornkuckuck hat gleichfalls einen dunkleren Schnabel, ist insgesamt bräunlicher und ist nur selten in Wäldern anzutreffen.

## Verbreitung und Lebensraum
Die Nominatform kommt auf Neuguinea sowie den vorgelagerten Inseln Misool, Salawati, Batanta, Yapen und Numfor vor. Die Unterart C. m. aruensis ist in ihrer Verbreitung auf die indonesische Inselgruppe Ari-Inseln begrenzt, die etwa 150 km südlich von Neuguinea in der Arafurasee liegt.
Der Lebensraum ist Primär- und Sekundärwald. Mohrenkuckucke halten sich bevorzugt an Waldrändern sowie kleinen Monsunwälder in der Savanne auf. Die Höhenverbreitung reicht von den Tiefebenen bis in Höhenlagen von 1300 Metern. Sie sind jedoch am häufigsten unterhalb von 800 Höhenmetern anzutreffen.

## Lebensweise
Die Lebensweise des Mohrenkuckucks ist noch nicht abschließend untersucht. Er ist gewöhnlich als einzelner Vogel zu beobachten, da er häufig im Duett ruft, ist jedoch zu vermuten, dass er in Paaren lebt und/oder ein territorialer Vogel ist. Er hält sich bevorzugt an Stellen mit dichtem Blattwerk auf, kommt jedoch gelegentlich auch auf den Waldboden. Seine Nahrung sind große Insekten, darunter auch wie bei den meisten Kuckucken Raupen. Er frisst außerdem Kurzfühlerschrecken und Zikaden, kleine Vögel, kleinere Schlangen und Frösche. 
Die Nester sind groß und werden aus Blättern errichtet. Die Brutperiode ist jedoch nicht genau bekannt. Gerade flügge gewordene Mohrenkuckucke wurden jedoch in den Monaten Oktober und Januar beobachtet.

## Trivia
Das Artepitheton menbeki ehrt keinen Entdecker oder Naturwissenschaftler, sondern ist die Verballhornung von „Menebeki“, einer neuguinesischen Bezeichnung für diesen Vogel.

## Einzelbelege
1. ↑  
Centropus menbeki in der Roten Liste gefährdeter Arten der IUCN 2016. Eingestellt von: BirdLife International, 2016. Abgerufen am 10. Oktober 2017.
2. 1 2 3 4   Erhitzøe, Mann, Brammer, Fuller: Cuckoos of the World. S. 147.
3. ↑   Erhitzøe, Mann, Brammer, Fuller: Cuckoos of the World. S. 148.
4. ↑  Bo Beolens, Michael Watkins: Whose Bird? Men and Women Commemorated in the Common Names of Birds. Christopher Helm, London 2003, ISBN 0-7136-6647-1, S. 205.